# Ogród Dendrologiczny Uniwersytetu Przyrodniczego w Poznaniu

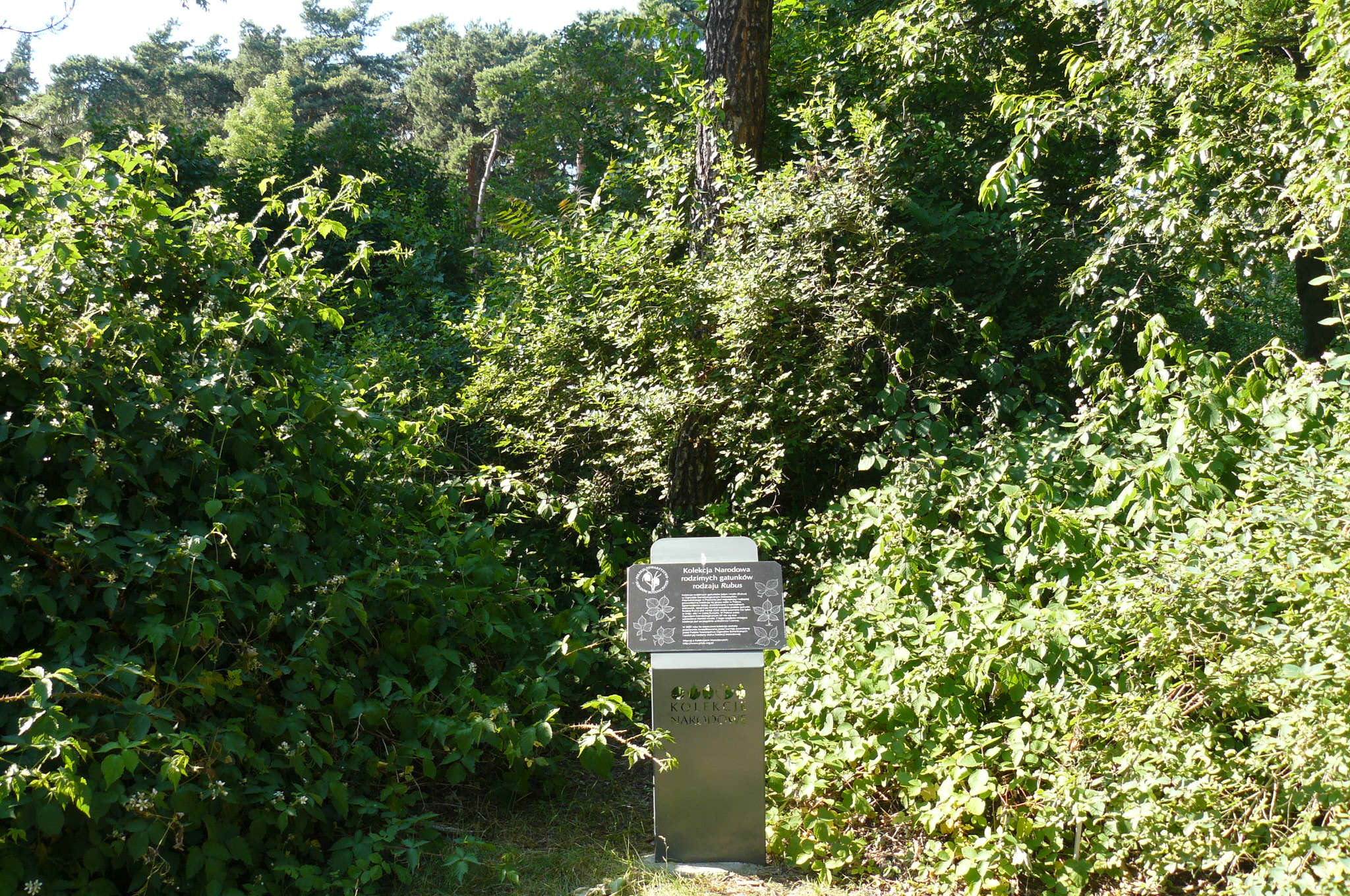
Narodowa kolekcja Rubus

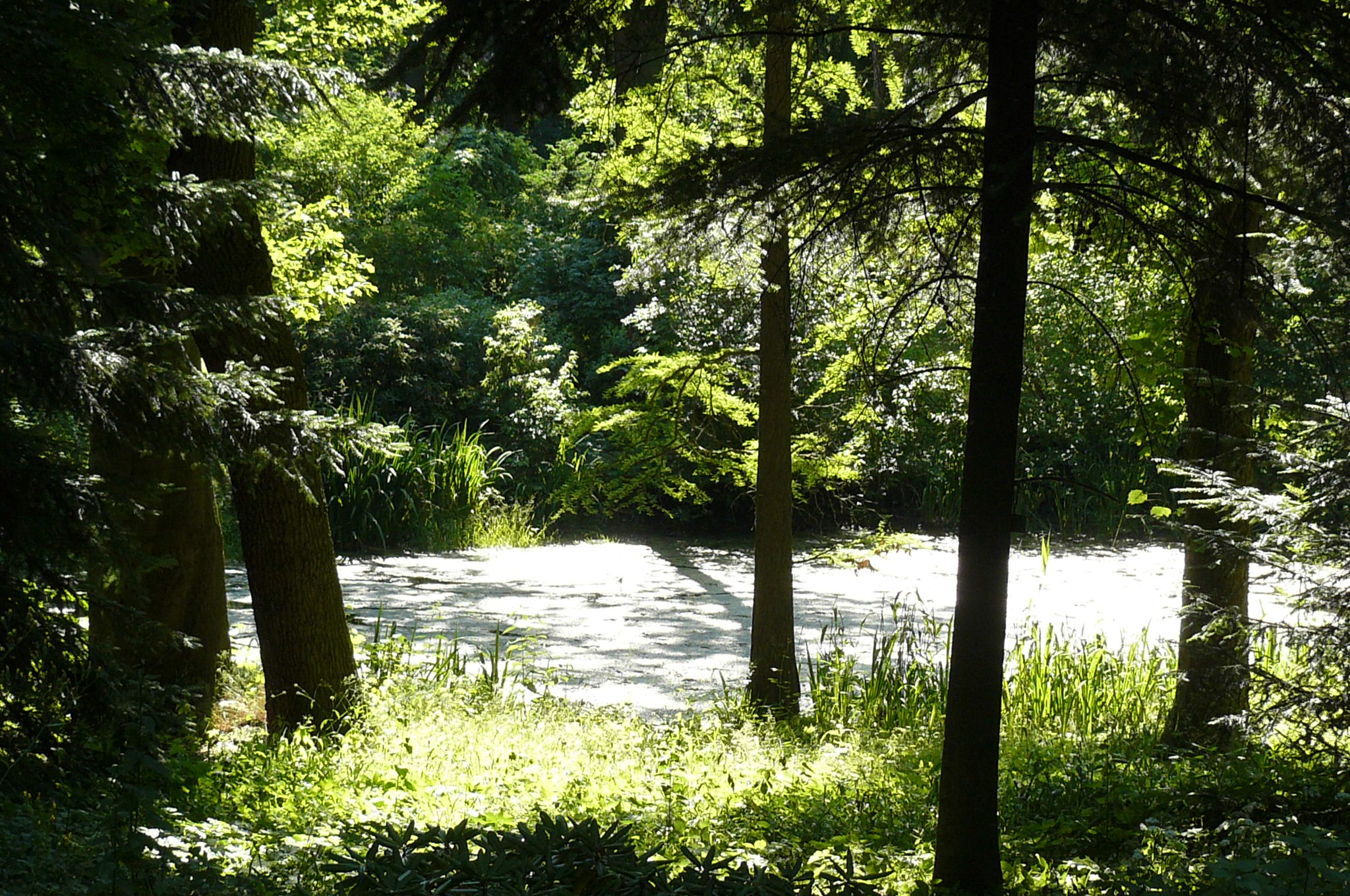
Staw

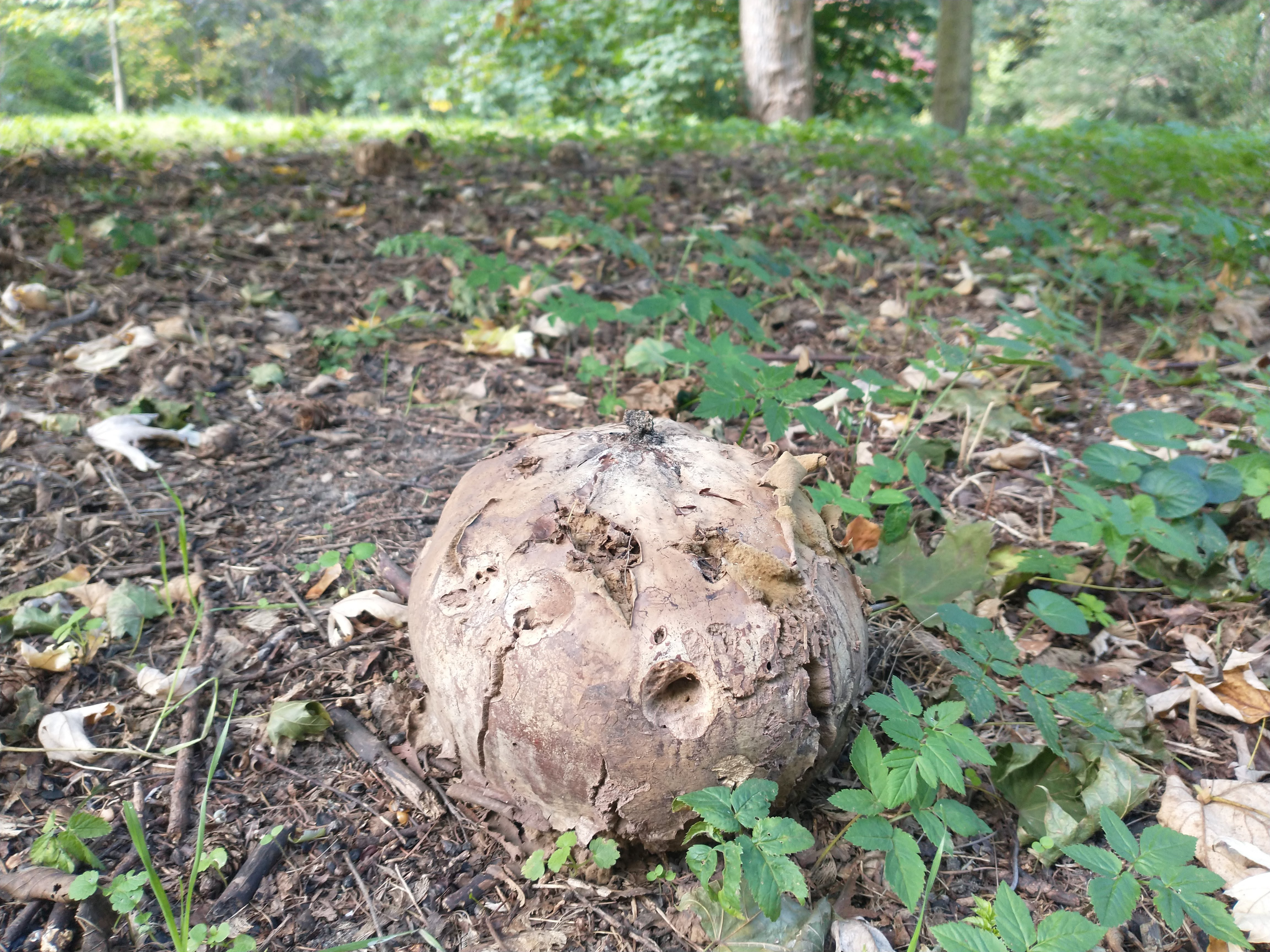
Czasznica olbrzymia

Ogród Dendrologiczny Uniwersytetu Przyrodniczego w Poznaniu – arboretum należące do Uniwersytetu Przyrodniczego w Poznaniu, zlokalizowane w części Golęcina – Niestachowie, na terenach Lasku Golęcińskiego, tuż przy jego granicy z Sołaczem. Projektantami byli: Władysław Marciniec i Rudolf Boettner.

## Historia
Ogród został założony w październiku 1919, jako jednostka dydaktyczna Wydziału Rolniczo-Leśnego Uniwersytetu Poznańskiego (nie istniała jeszcze wtedy Akademia Rolnicza, czyli obecny Uniwersytet Przyrodniczy). Pierwszy ogród liczył 0,86 ha powierzchni i dysponował około 190 gatunkami przede wszystkim krzewów. Rozbudowa nastąpiła w 1923. W 1927 były w ogrodzie 452 gatunki i odmiany roślin, a w 1939 liczba ich wzrosła do około 900. W czasie II wojny światowej Niemcy zdewastowali teren obiektu – część roślin wycięli, część wywieźli (głównie krzewy), zniszczyli dokumentację naukową i włączyli ogród w system parków miejskich. Według inwentaryzacji przeprowadzonej przez Józefa Pozorskiego w 1947, w ogrodzie pozostało tylko 201 taksonów. W tym samym roku teren na mocy wyroku sądowego przywrócono Uniwersytetowi, ale pozostawał on pod zarządem Zieleni Miejskiej. Formalne przekazanie odbyło się w 1958. 
Po wojnie ogród uporządkował (w latach 60.) doc. Stanisław Kościelny. Wprowadził nowe odmiany, głównie rośliny nagonasienne. W 1993 ogród został członkiem Rady Ogrodów Botanicznych przy Komitecie Botaniki PAN. Od 1996 jest jednostką samodzielną i obecnie należy do Wydziału Leśnego i Technologii Drewna uczelni.
Przez wiele lat ogród zajmował 4,17 ha ogrodzonego terenu z wejściem od strony ul. Niestachowskiej. W latach 2010–2013, na mocy decyzji Rektora Uniwersytetu Przyrodniczego, został powiększony o północno-zachodni fragment Lasku Golęcińskiego. Część ogrodu jest ogrodzona i ma trzy wejścia: główne od ul. Warmińskiej, od ul. Niestachowskiej oraz od strony Lasku Golęcińskiego. Mniej więcej w centrum pierwotnej części założenia istnieje niewielki stawek. Na terenie ogrodu znajduje się ścieżka dydaktyczna „Nasze Drzewa Leśne”. Planowane jest wytyczenie również dwóch innych ścieżek: „Drzewa i krzewy chronione w Polsce” oraz „Inwazyjne rośliny drzewiaste”.

## Zbiór roślin
Na terenie arboretum zgromadzono ponad 800 gatunków drzewiastych, posadzonych w porządku systematycznym. Do najciekawszych roślin w ogrodzie należą: cyprysowate, widowiskowy zbiór sosen oraz różaneczników. Oglądać można także cypryśnik błotny, rosnący w delcie Missisipi, metasekwoję chińską oraz kolekcję odmian miłorzębów wyhodowanych na Uniwersytecie Przyrodniczym.
Do najcenniejszych eksponatów należy największa w Europie kolekcja jeżyn i malin (Rubus), która w 2007 uzyskała status Kolekcji Narodowej. Wszystkie gatunki pozyskano z siedlisk naturalnych. W kolekcji są m.in. prawie wszystkie gatunki polskie. O unikatowości kolekcji decyduje także to, że rodzaj Rubus jest stosunkowo mało poznany, a w Polsce, poza Ogrodem Dendrologicznym w Poznaniu, właściwie nie uprawiany.
Innymi ważnymi roślinami są fińskie odmiany różaneczników, odporne na niezwykle niskie temperatury (do prawie minus 40 °C). Prace nad nimi rozpoczęli w Helsinkach P.M.A.Tigerstedt i M.Uosukainen w 1973. Są to odmiany Haaga, Helliki, Helsinki University, P.M.A.Tigerstedt i St.Michael. Wszystkimi z nich dysponuje Ogród. Są to rośliny zawsze zielone.
Z rzadszych grzybów na terenie ogrodu napotkać można czasznicę olbrzymią.
Znacznych rozmiarów wichura, która przeszła nad Poznaniem 19 lipca 2015 przyniosła ogrodowi duże straty. Całkowicie zniszczonych zostało ponad czterdzieści drzew, w tym m.in.: dwie tetradie Daniela (wyrwane z korzeniami), strączyn żółty (jedyny w ogrodzie, rozerwany pień), orzech czarny, sosna Schwerina (złamana w połowie), dwa cyprysowce Leylanda, skrzydłorzech chiński, dwie robinie akacjowe i osiemnaście sosen zwyczajnych w zaawansowanym wieku.

## Inne
30 sierpnia 1982 na jednym z drzew ogrodu powiesił się mieszkaniec pobliskiej ul. Dojazd, który wcześniej w bestialski sposób zamordował kobietę we własnym mieszkaniu.
Publikacja Drzewa i krzewy Ogrodu Dendrologicznego Uniwersytetu Przyrodniczego w Poznaniu autorstwa Władysława Danielewicza i Tomasza Malińskiego (Wydział Leśny UPP) otrzymała wyróżnienie w konkursie na najlepszą książkę akademicką w roku 2012.